# Zheng'an (köping i Kina)
Zheng'an (kinesiska: 郑庵, 郑庵镇) är en köping i Kina. Den ligger i provinsen Henan, i den centrala delen av landet, omkring 26 kilometer sydost om provinshuvudstaden Zhengzhou. Antalet invånare är 32 314. Befolkningen består av 15 795 kvinnor och 16 519 män. Barn under 15 år utgör 24,0 %, vuxna 15-64 år 66 %, och äldre över 65 år 9,0 %.
Genomsnittlig årsnederbörd är 604 millimeter. Den regnigaste månaden är juli, med i genomsnitt 133 mm nederbörd, och den torraste är januari, med 5 mm nederbörd.